# Energibærer
En energibærer er et materiale eller en anordning, som kan lagre eller transportere energi, så denne energi kan bruges senere eller på et andet sted. Et batteri er et kendt eksempel på en energibærer. Elektricitet er en energibærer, der kan transportere energi, så den kan anvendes et andet sted, end den er produceret. Skal elektrisk energi anvendes på et andet tidspunkt, end den er blevet produceret, er der imidlertid behov for at lagre den i en anden type energibærer.
Den grønne omstilling indebærer i et land som Danmark, at en større andel af fremtidens energi forventes at stamme fra sol- og vindenergi. Da disse energikilder kan udvise betydelige udsving, bliver energilagring i passende energibærere derfor også en vigtig del af fremtidens energisystemer. Energibærere som brint og metanol (træsprit) er blevet foreslået som sådanne passende energibærere.

## Etymologi
Ordet "energibærer" kendes på dansk siden 1990, hvor det blev brugt i en artikel i Ingeniøren.

## Batterier som energibærere
I et batteri lagrer man energi som kemisk energi. Når det ønskes, kan energien frigives som elektrisk strøm, der kan udføre et mekanisk arbejde eller skabe varme.

## Stoffer og materialer som energibærere
Mange stoffer og materialer indeholder kemisk energi, som kan udnyttes på forskellige måder. Nogle kendte eksempler er madvarer og kulbrinter som kul og olie. Ved forbrænding af kulbrinter, eksempelvis i et oliefyr eller en forbrændingsmotor, bliver der frigjort energi ved en reaktion med ilt, hvorved der dannes vand og kultveilte.

## Brint som energibærer
Brint kan anvendes som en energibærer. Når energien skal frigøres, kan man lade brintgassen reagere med ilt, så brint- og iltmolekylerne danner vandmolekyler, og der samtidig frigøres energi. Brint som energibærer er blevet nævnt som en mulig løsning på mange udfordringer i den grønne omstilling, men bærer samtidig også udfordringer i sig selv. Det er således svært at fremstille ren brint, og samtidig er den meget flygtig og vanskelig at opbevare i kompakt form.
Opbevaring af brint kan ske i form af ammoniak, der derved bliver en energibærer for brinten.